# مرغ درختزار بوگنویل
مرغ درختزار بوگنویل (نام علمی: Cincloramphus llaneae) یک گونه پرنده است. آن را در تیرهٔ " سسکان جهان قدیم " (Sylviidae) قرار داده شده بود، اما به نظر نمی‌رسد که از بستگان نزدیک از سسکان نمادین باشد. احتمالاً از تیرهٔ سسک‌های ملخی (Locustellidae) است. بومی جزیره بوگنویل است. زیستگاه طبیعی آن علفزارهای دشت نیمه‌گرمسیری یا گرمسیری خشک است. در گذشته هم‌گونه مرغ درختزار سانتو و مرغ درختزار نیوبریتین در نظر گرفته می‌شد.